# Saint-Maixent-sur-Vie
Saint-Maixent-sur-Vie is een gemeente in het Franse departement Vendée (regio Pays de la Loire) en telt 686 inwoners (2004). De plaats maakt deel uit van het arrondissement Les Sables-d'Olonne.

## Geografie
De oppervlakte van Saint-Maixent-sur-Vie bedraagt 10,8 km², de bevolkingsdichtheid is 63,5 inwoners per km².
De onderstaande kaart toont de ligging van Saint-Maixent-sur-Vie met de belangrijkste infrastructuur en aangrenzende gemeenten.

## Demografie
Onderstaande figuur toont het verloop van het inwonertal (bron: INSEE-tellingen).

1. ↑  Populations de référence 2022.